# Caladenia barbarossa
Caladenia barbarossa är en orkidéart som beskrevs av Heinrich Gustav Reichenbach. Caladenia barbarossa ingår i släktet Caladenia och familjen orkidéer. Inga underarter finns listade i Catalogue of Life.